# NGC 4264
NGC 4264 é uma galáxia espiral barrada (SB0-a) localizada na direcção da constelação de Virgo. Possui uma declinação de +05° 50' 49" e uma ascensão recta de 12 horas, 19 minutos e 35,6 segundos.
A galáxia NGC 4264 foi descoberta em 13 de Abril de 1784 por William Herschel.